# Neuchâtel Xamax
Der Neuchâtel Xamax FCS ist ein Schweizer Fussballverein aus Neuenburg (französisch Neuchâtel), Hauptort des gleichnamigen Kantons, in der Romandie. Die Vereinsfarben sind Rot und Schwarz.
Die erste Mannschaft spielte bis zur Saison 2019/20 erstmals seit dem Konkurs im Januar 2012 wieder in der Super League, der höchsten Liga in der Schweiz. Sie hat die Schweizer Meisterschaft bisher dreimal gewonnen und stand zudem fünfmal im Final des Schweizer Cups. International feierte Neuchâtel Xamax 1982 und 1986 Erfolge, als er bis in den Viertelfinal des UEFA-Pokals kam. Nach der Saison 2019/20 stieg man als Tabellenletzter in die Challenge League ab.

## Geschichte

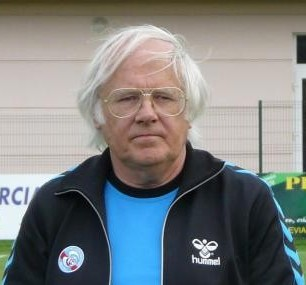
Meistertrainer Gilbert Gress

Der Club wurde 1916 unter dem Namen FC Xamax formell gegründet, nachdem schon ab 1912 eine Gruppe Fussballbegeisterter auf zwei Plätzen in Neuenburg Spiele organisiert hatte. Das Palindrom «Xamax» entstand aus dem Vornamen des Mitgründers Max Abegglen, genannt «Xam». 1970 fusionierte er mit dem 1906 gegründeten Stadtrivalen FC Cantonal Neuchâtel.
Seine bisher erfolgreichste Zeit hatte Neuchâtel in den 1980er Jahren unter seinem langjährigen Trainer Gilbert Gress.
Xamax stieg Ende Saison 2005/06 aus der Super League in die Challenge League ab. Das Team verlor die Barrage gegen den Challenge-League-Zweiten FC Sion. Für Xamax bedeutete diese Niederlage den ersten Abstieg aus der höchsten Schweizer Spielklasse nach dem Aufstieg 1973. Mit dem neuen Trainer Gérard Castella und dem neuen Torhüter Pascal Zuberbühler, der in der zweiten Saisonhälfte zur Mannschaft stiess, schaffte Xamax 2007 den sofortigen Wiederaufstieg.

### Konkurs unter Tschagajew (2011–2012)
Auf die Saison 2011/12 hin hatte die Führung unter dem neuen Besitzer Bulat Tschagajew dem Club ein überarbeitetes Club-Logo gegeben. Ausserdem wollte der Besitzer an den Clubnamen Xamax den Zusatz «Vainach», der historischen Bezeichnung der heutigen Tschetschenen und Inguscheten, anfügen. Dies wurde von der Liga jedoch aus formellen Gründen vorläufig nicht genehmigt, da ein solcher Antrag zwingend schon mehrere Monate davor mit den Lizenzierungsunterlagen hätte eingereicht werden müssen.
Im Januar 2012 entzog die Axpo Super League dem Verein die Lizenz für die Liga, nachdem sie Xamax bei der eigenen Disziplinarkommission mehrfach wegen ausstehender Gehälter angezeigt hatte. Am 26. Januar 2012 meldete daher die «Neuchâtel Xamax SA» Konkurs an. Die aufgrund des Falles Wettingen revidierten Statuten des Schweizerischen Fussballverbandes erlaubten die Fortführung des Meisterschaftsbetriebes der Junioren- und Reserveequipen eines konkursiten Swiss-Football-League-Klubs. Die von Getreuen des ehemaligen Xamax-Präsidenten Gilbert Facchinetti ins Leben gerufene «Fondation Gilbert Facchinetti» übernahm die Finanzierung der in Neuenburg unter dem Dach von Xamax ansässigen Mannschaften des Juniorenspitzenfussballs der Region Neuenburg/Freiburg. Der Neuenburger Konkursrichter rechnete zudem die Fördergelder der Swiss Football League für die Juniorenabteilungen nicht der Konkursmasse der Neuchâtel Xamax SA zu, so dass diese blockiert und der Fondation Facchinetti überwiesen werden konnten.

### Neugründung, Fusion und Wiedereinstieg in den Profibetrieb (seit 2012)
Die zu diesem Zeitpunkt in der 2. Liga interregional spielende U21-Equipe von Neuchâtel Xamax wurde damit zur neuen 1. Mannschaft und wenig später in die am 14. April 2012 neu gegründete «Neuchâtel Xamax 1912 SA» ausgegliedert, um einen späteren möglichen Aufstieg zurück in die Swiss Football League zu ermöglichen. Xamax konnte mehrere Spieler aus der Region mit Challenge-League-Erfahrung verpflichten und schaffte bereits im ersten Jahr nach der Umstrukturierung den Aufstieg in die 1. Liga Classic. Gleichzeitig erfolgte die Fusion der «Neuchâtel Xamax 1912 SA» mit dem als Spitzenteam in der 1. Liga Classic engagierten Lokalrivalen FC Serrières zu «Neuchâtel Xamax FCS». Zu Ehren der Tradition des FC Serrières wurden die Auswärtstrikots von Xamax neu grün-weiss. Die beiden ersten Mannschaften blieben bestehen, die neue 2. Mannschaft wurde aber in die 2. Liga regional relegiert, da gemäss Statuten des Schweizerischen Fussballverbandes die 1. und die 2. Mannschaft zwei Ligen Differenz aufweisen müssen. Die Equipen des Juniorenspitzenfussballs verblieben weiterhin bei der «Fondation Gilbert Facchinetti».
Nach einer Saison in der 1. Liga Classic (Saison 2013/14) schaffte Neuchâtel Xamax FCS in Promotionsspielen gegen den FC Fribourg (2:2/3:0) und den FC Baden (2:0/1:2 n. V.) den Aufstieg in die 1. Liga Promotion, die dritthöchste Liga der Schweiz. Da Xamax als einziger Aufstiegsaspirant eine Lizenz für die Challenge League erhielt, wurde der erneute Aufstieg am 27. April 2015 am grünen Tisch entschieden, nachdem man tags zuvor den vorzeitigen sportlichen Aufstieg im entscheidenden Spiel gegen Étoile Carouge vor 8000 Zuschauern verpasst hatte. Nach drei Jahren ist der Klub somit wieder im Profifussball vertreten und erreichte in den beiden ersten Saisons in der Challenge League (2015/16 und 2016/17) je den 2. Schlussrang.

## Präsidenten und Eigentümer
- Von 2005 bis Saisonende 2011: Sylvio Bernasconi; der Bauunternehmer aus Les Geneveys-sur-Coffrane war auch Mehrheitsaktionär. Von Juni 2011 bis Juli 2011 war Andrei Rudakow, russischer Ex-Profifussballer, unter anderem bei Spartak Moskau als Präsident im Amt.

- Seither: Hauptaktionär war ab Mai 2011 der in Genf lebende tschetschenische Geschäftsmann Bulat Tschagajew, Schwiegersohn des letzten KP-Chefs Tschetscheniens zur Sowjetzeit. Er trat bereits als Sponsor des tschetschenischen Clubs Terek Grosny auf. Tschagajew wurde am 26. Januar 2012 wegen ungetreuer Geschäftsbesorgung in Untersuchungshaft genommen[8] und am 25. Mai desselben Jahres wieder aus dieser entlassen,[9] wobei die Untersuchung fortgesetzt wird.

- Präsident des neu gegründeten Vereins Neuchâtel Xamax 1912 ist der Dentaltechnik-Unternehmer Christian Binggeli.[10]

## Stadion
Das Heimstadion von Neuchâtel Xamax ist das Stade de la Maladière in Neuenburg. Nachdem das alte Stadion 2004 abgerissen worden war, trug die erste Mannschaft ihre «Heimspiele» vorübergehend in La Chaux-de-Fonds im Stade de la Charrière aus. Am 18. Februar 2007 wurde das neue Stade de la Maladière in Neuenburg eingeweiht. Das Kleinstadion trägt immer noch denselben Namen (Stade de la Maladière). Die Spiele werden auf Kunstrasen ausgetragen.

## Die 1. Mannschaft
Stand: 12. Juli 2025. Profispieler von Neuchâtel Xamax, die an einen anderen Club ausgeliehen sind, werden nicht aufgeführt.
| Nr. |                              | Position | Name                  |
| --- | ---------------------------- | -------- | --------------------- |
| 1   | Kongo Demokratische Republik | TW       | Anthony Mossi         |
| 2   | Mali                         | AB       | Ismaël Sidibé         |
| 3   | Schweiz                      | AB       | Jonthan Fontana       |
| 4   | Kosovo                       | MF       | Eris Abedini          |
| 5   | Kosovo                       | AB       | Lavdrim Hajrulahu     |
| 6   | Schweiz                      | MF       | Fabio Saiz Pennarossa |
| 7   | Schweiz                      | AB       | Mickaël Facchinetti   |
| 8   | Schweiz                      | ST       | Malik Deme            |
| 9   | Kosovo                       | ST       | Shkelqim Demhasaj     |
| 10  | Algerien                     | ST       | Hussayn Touati        |
| 11  | Frankreich                   | ST       | Salim Ben Seghir      |
| 15  | Schweiz                      | AB       | Yoan Epitaux          |
| 16  | Schweiz                      | AB       | Léo Seydoux           |

| Nr. |                | Position | Name              |
| --- | -------------- | -------- | ----------------- |
| 17  | Schweiz        | MF       | Romain Bayard     |
| 19  | Portugal       | AB       | Euclides Cabral   |
| 20  | Elfenbeinküste | ST       | Koro Koné         |
| 22  | Nigeria        | ST       | Paschal Durugbor  |
| 27  | Schweiz        | TW       | Edin Omeragić     |
| 31  | Schweiz        | ST       | Francesco Lentini |
| 34  | Schweiz        | MF       | Elmedin Zahaj     |
| 35  | Schweiz        | MF       | Altin Azemi       |
| 36  | Schweiz        | AB       | Shiloh Reinhard   |
| 38  | Schweiz        | AB       | Brillani Soro     |
| 77  | Schweiz        | ST       | Noah Streit       |
| 99  | Schweiz        | ST       | Liridon Mulaj     |

## Erfolge
- Schweizer Meister (3): 1916 (Cantonal FC), 1987, 1988
- Schweizer-Supercup-Sieger (2): 1987, 1988
- Schweizer-Cup-Finalist (6): 1950 (Cantonal FC), 1974, 1985, 1990, 2003, 2011
- Uhrencup-Sieger (2): 1972, 1977
- Achtelfinalteilnahme im Europapokal der Landesmeister 1987/88 und 1988/89
- Viertelfinalteilnahme im UEFA-Cup 1981/82 und 1985/86

## Ewige Tabelle
Neuchâtel Xamax liegt derzeit auf dem 12. Rang der ewigen Tabelle der Super League.

## Auswahl ehemaliger Spieler
- Petar Aleksandrow
- Claude Andrey
- Javier Arizmendi
- Logan Bailly
- Vincent Bikana
- Christophe Bonvin
- Ideye Brown
- André Titi Buengo
- Henri Camara
- Frédéric Chassot
- Joël Corminboeuf
- Michel Decastel
- Lajos Détári
- Papa Bouba Diop
- Andy Egli
- Karl Engel
- Lucien Favre
- Leandro Fonseca
- Mario Gavranović
- Alain Geiger
- Don Givens
- Gilbert Gress
- Ulrich Guggisberg
- Hossam Hassan
- Stéphane Henchoz
- Heinz Hermann
- Trifon Iwanow
- Maurizio Jacobacci
- Sébastien Jeanneret
- Stephan Keller
- Patrick Koch
- Adrian Kunz
- Peter Küffer
- Robert Lüthi
- Xavier Margairaz
- Viorel Moldovan
- Patrice Mottiez
- Joseph N’Do
- Rolf Osterwalder
- Marco Pascolo
- Philippe Perret
- Hany Ramzy
- Alexandre Rey
- Martin Rueda
- Claude Ryf
- Víctor Sánchez Mata
- Haris Seferović
- Admir Smajić
- Augustine Simo
- Uli Stielike
- Hussein Suleimani
- Kalu Uche
- Charles Wittl
- Pascal Zuberbühler

Weitere Spieler sind in der Kategorie:Fußballspieler (Neuchâtel Xamax) zu finden.

## Trainer-Historie
| - 1946–1948: Giovanni Ferrari - 1948–1952: Fernand Jaccard - 1961–1965: Josef Humpál - 1968–1969: Milorad Milutinović - 1969–1970: Josef Humpál - 1970–1972: Paul Garbani - 1972–0000: Josef Artimovics - 1972–1975: Lev Mantula - 1975–0000: Branko Rezuar - 1975–1977: Gilbert Gress - 1977–1978: Antonio Merlo - 1978–1979: Erich Vogel - 1979–1980: Lev Mantula - 1980–1981: Jean-Marc Guillou - 1981–1990: Gilbert Gress - 1990–1992: Roy Hodgson | - 1992–1993: Uli Stielike - 1993–1994: Don Givens - 1994–1997: Gilbert Gress - 1998–2002: Alain Geiger - 2002–2004: Claude Ryf - 2004–0000: Christophe Moulin - 2004–2005: Gianni Della Casa - 2005–0000: Alain Geiger - 2005–2006: Miroslav Blaževic - 2006–2008: Gérard Castella - 2008–2009: Néstor Clausen - 2009–0000: Jean-Michel Aeby - 2009–0000: Alain Geiger - 2009–2010: Pierre-André Schürmann - 2010–0000: Jean-Michel Aeby - 2010–0000: Radu Nunweiller | - 2010–2011: Didier Ollé-Nicolle - 2011–0000: Bernard Challandes - 2011–0000: Sonny Anderson - 2011–0000: François Ciccolini - 2011–0000: Joaquín Caparrós - 2011–2012: Víctor Muñoz - 2012–2015: Roberto Catillaz - 2015–2019: Michel Decastel - 2019–0000: Stéphane Henchoz - 2019–0000: Joël Magnin - 2020–0000: Stéphane Henchoz - 2020–0000: Martin Rueda (interim) - 2021–0000: Andrea Binotto - 2022–2023: Jeff Saibene - 2023–2024: Uli Forte - 2024–: Anthony Braizat |